# Дрейзен, Аллан
Аллан Дрейзен (англ. Allan Drazen; родился 30 августа 1950, Сент-Луис, США) — израильский экономист, профессор экономики Мэрилендского университета в Колледж-Парке, профессор экономики Тель-Авивского университета.

## Биография
Аллан родился 30 августа 1950 года в Сент-Луисе в семье Мишель и Хелен (Сишель) Дрейзен.
А. Дрейзен получил в 1972 году степень бакалавра наук по экономике Массачусетского технологического института, став членом общества Пфи Бета Каппа. В 1976 году был удостоен докторской степени по экономике Массачусетского технологического института.
Преподавательскую деятельность начал в качестве ассистента профессора экономики Дона Патинкина в Институте экономических исследований Фалька в 1971 году и в 1973 году. В годы учёбы был научным сотрудником Федерального резервного банка Сент-Луиса в 1972 году, инструктором Массачусетского технологического института в 1975 году.
После получение докторской степени стал ассистентом профессора экономики Высшей школы экономики Чикагского университета в 1976—1982 годах, затем старшим лектором в 1982—1988 годах, ассоциированным профессором экономики в 1988—1990 годах Тель-Авивского университета.
Был научным сотрудником экономического факультета Еврейского университета в Иерусалиме в 1981 году, приглашённым ассоциированным профессором экономики в 1983—1985 годах Высшей школы экономики Чикагского университета, приглашенным старшим преподавателем экономического факультета Тель-Авивского университета в 1979 году, приглашённым ассистентом профессора экономического факультета Мичиганского университета в 1980 году, приглашённым научным сотрудником Института международных экономических исследований в 1986—1987 годах и в 2004 году, приглашённым ассоциированным профессором экономического факультета Пенсильванского университета в 1987—1988 годах, приглашённым профессором экономического факультета Принстонского университета в 1988—1990 годах. Был консультантом Международного валютного фонда, Всемирного банка, Межамериканского банка развития. Был приглашённым сотрудником в 2009 году, старшим научным сотрудником в 2010—2012 годах колледжа Карло Альберто при Туринском университете, приглашённым профессором кафедры Банка Франции Парижской школы экономики в 2014—2015 годах.
В 1990—2011 годах профессор экономического факультета Мэрилендского университета в Колледж-Парке, а в 1994—2001 годах также был содиректором Центра международной экономики при Мэрилендском университете. С 2011 года профессор кафедры Нила Московица Мэрилендского университета.
В 1997 году был профессором кафедры Леди Дэвиса, профессором кафедры Уильяма Хабера в 1999—2000 годах экономического факультета Еврейского университета в Иерусалиме. В 2000—2006 годах профессор Школы экономики Бегласа Тель-Авивского университета, а в 2001—2004 годах директор Института экономических исследований Фоердера при Тель-Авивском университете.
А.Дрейзен является членом Американской экономической ассоциации, членом Европейской экономической ассоциации, членом редколлегии журнала European Economic Review в 1992—1997 годах и с 2005 года, членом Израильской экономической ассоциации с 2001 года, научным сотрудником NBER с 1990 год, научным сотрудником Центра исследований экономической политики с 2000 года, членом научно-консультативного комитета CREI при университете Помпеу Фабра.
Был соредактором в 1998—2003 годах и членом редколлегии Economics and Politics в 2006—2009 годах, членом редколлегии Journal of the European Economic Association в 2003—2008 годах и The American Economic Review в 1998—2003 годах и European Journal of Political Economy в 2000—2006 годах, помощником редактора Journal of Economic Growth в 1996—2001 годах.
Семья
А.Дрейзен женат и имеет двух детей, имеет дом в Иерусалиме.

## Вклад в науку
А. Дрейзен в своей статье «Почему откладываются реформы» представил модель «Война на истощение», которая описывает процесс торга при отборе варианта реформ среди многочисленных лоббистских организаций. Реформы становятся инструментом в административной борьбе, которые не только истощают ресурсы конкурирующих лоббистов, но и снижает ВВП: так как увеличивается неопределенность и затрудняется выбор рациональных направлений инвестирования среди потенциальных инвесторов.

## Награды
За свои достижения в области экономики был удостоен рядом наград:
- 1972 — трёхлетняя стипендия от Национального научного фонда;
- 1975 — стипендия Стониера от Американской ассоциации банкиров[англ.];
- 1981 — стипендия Леди Дэвис[англ.] от экономического факультета Еврейского университета в Иерусалиме;
- 1990, 1992, 1994, 1995, 1999, 2000, 2003, 2014 — премия лучшему педагогу от Мэрилендского университета в Колледж-Парке;
- 1994 — четырёхлетний грант Национального научного фонда;
- 2000 — премия за лучшую книгу по экономике от Ассоциации американских издателей[англ.] за книгу «Политэкономия в макроэкономике»;
- 2001 — трёхлетний грант от Израильского научного фонда;
- 2004 — трёхлетний грант Национального научного фонда;
- 2015 — трёхлетний грант Национального научного фонда.